# 李智超 (足球运动员)
李智超（1989年2月18日—），出生于大连，足球运动员。司职中场 。

## 职业生涯
李智超出自于大连实德青训，2006年入选国青队，2008年进入实德一线队，同年随国青队参加了亚青赛。当年上半年他作为大连实德四五队一员参加新加坡联赛，下半年进入到大连实德一线队亮相中超联赛。
2011年6月18日李智超在大连实德与天津泰达的比赛中取得了自己正式比赛的第一个进球。2012赛季下半赛季租借到北京八喜，表现出色。2013年租借丽江嘉云昊打中乙联赛。2014年正式转会北京八喜参加中甲，担任主力球员。
2015年李智超转投中超球队河南建业，表现非常出色。2016赛季在季前与江苏苏宁的教学赛中被对手相中，直接签约。但当赛季发挥平平而被弃用，于2017年初转投中甲球队武汉卓尔。2018年武汉卓尔冲超成功，李智超出场机会寥寥，在2019赛季未获注册。